# Нестор Альманца (1971)
Нестор Альманца Баро (ісп. Néstor Almanza Baro; нар. 29 березня 1971) — кубинський борець греко-римського стилю, чемпіон світу, чемпіон та срібний призер Панамериканських чемпіонатів, володар та бронзовий призер Кубків світу, учасник Олімпійських ігор.

## Життєпис
Боротьбою почав займатися з 1987 року. У 1989 році став чемпіоном світу серед молоді. У 1992 році виступив на Олімпійських іграх в Барселоні, посівши там 4 місце. У поєдинку за бронзову нагороду поступився представникові Швеції Торб'єрну Корнбакку з рахунком 1:5. Того ж року став Панамериканським чемпіоном серед дорослих, здолавши у фіналі американця Девіда Батлера. Наступного року став чемпіоном світу, здолавши у фінальному поєдинку поляка Юзефа Трача та виграв Центральноамериканські і Карибські ігри, де у фіналі взяв гору над Нестором Гарсією з Венесуели. У 2000 знову взяв участь в Панамериканському чемпіонаті, посівши друге місце. У вирішальній сутичці програв американцю Метту Ліндленду.
Виступав за спортивний клуб «Cerro Pelado» Гавана. Тренер — Педро Валь.
Після завершення спортивної кар'єри перейшов на тренерську роботу. Працював у тренувальному центрі Гавани, залучивши до занять боротьбою свого сина Нестора Альманцу-молодшого. У 2013 переїхав до Чилі, щоб працювати у федерації головним тренером національної збірної цієї країни. У 2020 до нього в Сантьяго переїхав його син та почав виступати за збірну Чилі. Нестор Альманца-молодший до 22 років став Панамериканським чемпіоном у віковій групі до 20 років, срібним та бронзовим призером Панамериканських чемпіонатів, взяв участь в Олімпійських іграх в Парижі.

## Спортивні результати на міжнародних змаганнях

### Виступи на Олімпіадах
| Змагання                    | Збірна | Вагова категорія                 | Місце |
| --------------------------- | ------ | -------------------------------- | ----- |
| Літні Олімпійські ігри 1992 | Куба   | греко-римська боротьба, до 74 кг | 4     |

### Виступи на Чемпіонатах світу
| Змагання                        | Збірна | Вагова категорія                 | Місце  |
| ------------------------------- | ------ | -------------------------------- | ------ |
| Чемпіонат світу з боротьби 1993 | Куба   | греко-римська боротьба, до 74 кг | Золото |
| Чемпіонат світу з боротьби 1994 | Куба   | греко-римська боротьба, до 74 кг | 8      |

### Виступи на Панамериканських чемпіонатах
| Змагання                                   | Збірна | Вагова категорія                 | Місце  |
| ------------------------------------------ | ------ | -------------------------------- | ------ |
| Панамериканський чемпіонат з боротьби 1992 | Куба   | греко-римська боротьба, до 74 кг | Золото |
| Панамериканський чемпіонат з боротьби 2000 | Куба   | греко-римська боротьба, до 76 кг | Срібло |

### Виступи на Центральноамериканських і Карибських іграх
| Змагання                                     | Збірна | Вагова категорія                 | Місце  |
| -------------------------------------------- | ------ | -------------------------------- | ------ |
| Центральноамериканські і Карибські ігри 1993 | Куба   | греко-римська боротьба, до 74 кг | Золото |

### Виступи на Кубках світу
| Змагання                    | Збірна | Вагова категорія                 | Місце  |
| --------------------------- | ------ | -------------------------------- | ------ |
| Кубок світу з боротьби 1990 | Куба   | греко-римська боротьба, до 74 кг | Бронза |
| Кубок світу з боротьби 1992 | Куба   | греко-римська боротьба, до 74 кг | Золото |

### Виступи на інших змаганнях
| Змагання               | Збірна | Вагова категорія                 | Місце  |
| ---------------------- | ------ | -------------------------------- | ------ |
| Турнір Акрополіса 1990 | Куба   | греко-римська боротьба, до 74 кг | Золото |

### Виступи на змаганнях молодших вікових груп
| Змагання                                     | Збірна | Вагова категорія                 | Місце  |
| -------------------------------------------- | ------ | -------------------------------- | ------ |
| Чемпіонат світу з боротьби серед молоді 1989 | Куба   | греко-римська боротьба, до 68 кг | Золото |